# Millettia brandisiana
Millettia brandisiana är en ärtväxtart som beskrevs av Wilhelm Sulpiz Kurz. Millettia brandisiana ingår i släktet Millettia och familjen ärtväxter. Inga underarter finns listade i Catalogue of Life.